# Jean de Caulet
Pour les articles homonymes, voir Caulet.
Jean de Caulet, né à Toulouse le 7 avril 1693 et mort à Grenoble le 27 septembre 1771, est un évêque catholique français, évêque de Grenoble de 1727 à sa mort en 1771.

## Biographie
Jean de Caulet est ordonné prêtre en 1717. Il est aumônier du roi Louis XV en 1726. Trois mois après sa consécration épiscopale en avril 1726, il procède à la consécration de l'église Saint-Louis-en-l'Île à Paris.
La même année, il participa au concile d'Embrun convoqué par l'archevêque Pierre Guérin de Tencin pour déposer l'évêque de Senez, Jean Soanen violemment opposé à la bulle Unigenitus qui condamne le jansénisme. Il fait cependant preuve de magnanimité envers les jansénistes. Nommé évêque de Grenoble, en 1727, il promulgue un catéchisme (1728) et un propre diocésain (1730). Il participe régulièrement aux assemblées du clergé et prend en 1761 la défense des Jésuites.
Bibliophile, il possède une bibliothèque de près de 34 000 ouvrages. En 1772, elle est rachetée pour 45 000 livres par souscription publique et constitue le noyau initial de la Bibliothèque municipale de Grenoble.
Ses armoiries sont : de gueules au lion d'or, à la face d’azur, chargée de trois étoiles d’argent, brochant sur le tout. 
Ses titres sont : « Jean de Caulet, par la permission divine et l’autorité du Saint-Siège Apostolique, évêque et prince de Grenoble, doyen du décanat de Savoie, abbé de Saint-Martin de Miséré, conseiller du Roy en ses conseils, etc ».

## Résidences
En 1743, Jean de Caulet racheta à l'hôpital de Grenoble, le château et le domaine de Chaulnes, situé près de la paroisse de Noyarey, non loin de Sassenage. Ce lieu lui sert de résidence d'été.
Le château deviendra ensuite la propriété de son neveu Tristan de Caulet, marquis de Grammont chevalier de Saint-Louis et membre de la compagnie Beauveau des Gardes du corps du Roi.